# MTM – Motoren Technik Mayer
Koordinaten: 48° 49′ 16,8″ N, 11° 25′ 27,8″ O
Die MTM – Motoren Technik Mayer GmbH mit Sitz in Wettstetten ist ein deutscher Fahrzeugtuner und Kleinserienhersteller.

## Unternehmen
Roland Mayer war in den 1980er-Jahren als Ingenieur bei Audi an der Entwicklung des Fünfzylinder-Turbomotors des Gruppe-B-Rennwagens Sport quattro beteiligt. 1990 gründete er sein eigenes Unternehmen, welches sich auf geänderte Motorsteuergeräte spezialisiert. Seit der Unternehmensgründung konzentriert sich MTM hauptsächlich auf die Marke Audi. Inzwischen bietet es auch Produkte für das Tuning und die Individualisierung von VW, Seat, Skoda, Bentley, Lamborghini, KTM, Cupra, Porsche und die McLaren Modellpalette an.
MTM verfügt über ein weltweites Händlernetz von knapp 150 Händlern in 49 Ländern. Das Unternehmen ist Mitglied im Verband der Automobilindustrie (VDA) und dem Verband der Automobil Tuner (VDAT). Aus einer Zusammenarbeit zwischen MTM und dem Rennwagenzulieferer Nitec Engineering ging die Gumpert Sportwagenmanufaktur in Altenburg hervor.

## Fahrzeuge und Produkte

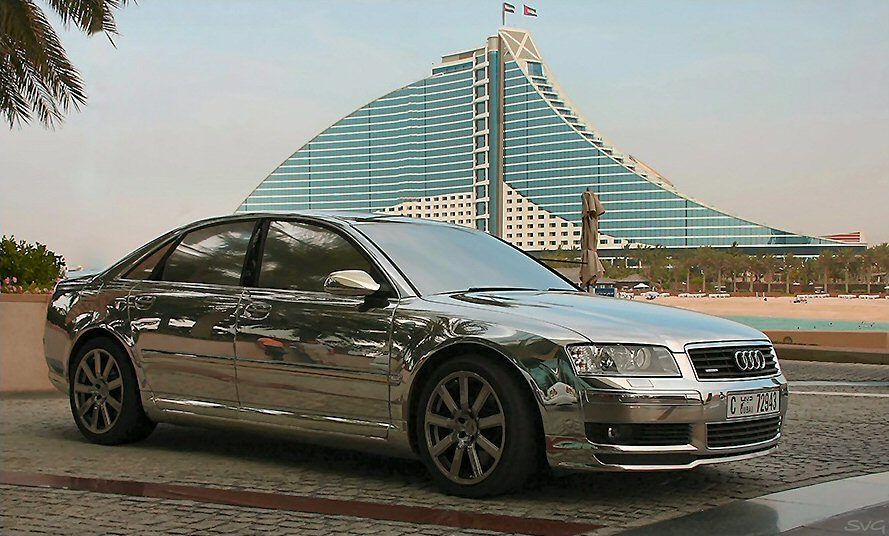
MTM Audi A8 in Hochglanzpolitur

Im Herbst 1992 baute das Unternehmen einen 315 kW starken Fünfzylinder-Turbomotor in einen Audi S2 ein. Ein besonderes Merkmal des „MTM Audi S2 RSR Clubsport“ genannten Fahrzeugs war, dass wegen der konstruktionsbedingten Kopflastigkeit die breiteren Reifen auf der Vorderachse verwendet wurden, nämlich 10-Zoll-Räder vorn und 8,5-Zoll-Räder hinten. Da das Fahrzeug serienmäßig mit Allradantrieb ausgestattet war, musste auf den Abrollumfang der Reifen geachtet werden, um nicht das Mitteldifferential zu überlasten, so dass als Reifenformat 265/35/17 vorne und 235/40/17 hinten gewählt wurde. Diese ungewöhnliche Bereifung sorgte für gegenüber symmetrisch bereiften Fahrzeugen deutlich verbesserte Fahreigenschaften. Bei einem Test der Zeitschrift sport auto auf dem Hockenheimring war der MTM Audi S2 Clubsport mit der ungewöhnlichen Radkombination 3 Sekunden pro Runde schneller als mit „normaler“ Bereifung 235/40/17 rundum.
Die äußerlichen Veränderungen an den Fahrzeugen sind überwiegend dezent, da sich das Unternehmen MTM, wie das Binnen-T andeutet, eher als Fahrzeugaufwerter im technischen Sinne sieht. Eine Ausnahme davon waren die Modelle des Audi A8, Typ D2 und D3, die in aufwändiger Arbeit hochglanzpoliert wurden.
Weitere Eigenentwicklungen sind die T-Typen auf VW T5 Basis, die kleinen Modelle T300 mit 231 kW und T400 mit 265 kW haben einen 2.0-l-Vierzylinder-Turbomotor, die leistungsstärkste Ausbaustufe ist der T500 mit 348 kW, anders als die beiden kleineren Modelle hat er einen Fünfzylinder-Turbomotor mit 2.5 l Hubraum.
Zudem stellt MTM auf Basis des Audi A8 D4/4H den MTM S8 Talladega her, der Audi 4.0-TFSI-Biturbo-Motor aus dem S8 Facelift leistete ursprünglich 382 kW, wurde aber durch zwei spezielle Turbolader auf 531 kW leistungsgesteigert. Die auf 25 Exemplare limitierte Serie soll ab ca. 192 000 Euro verkauft werden.

## Geschwindigkeitsrekorde

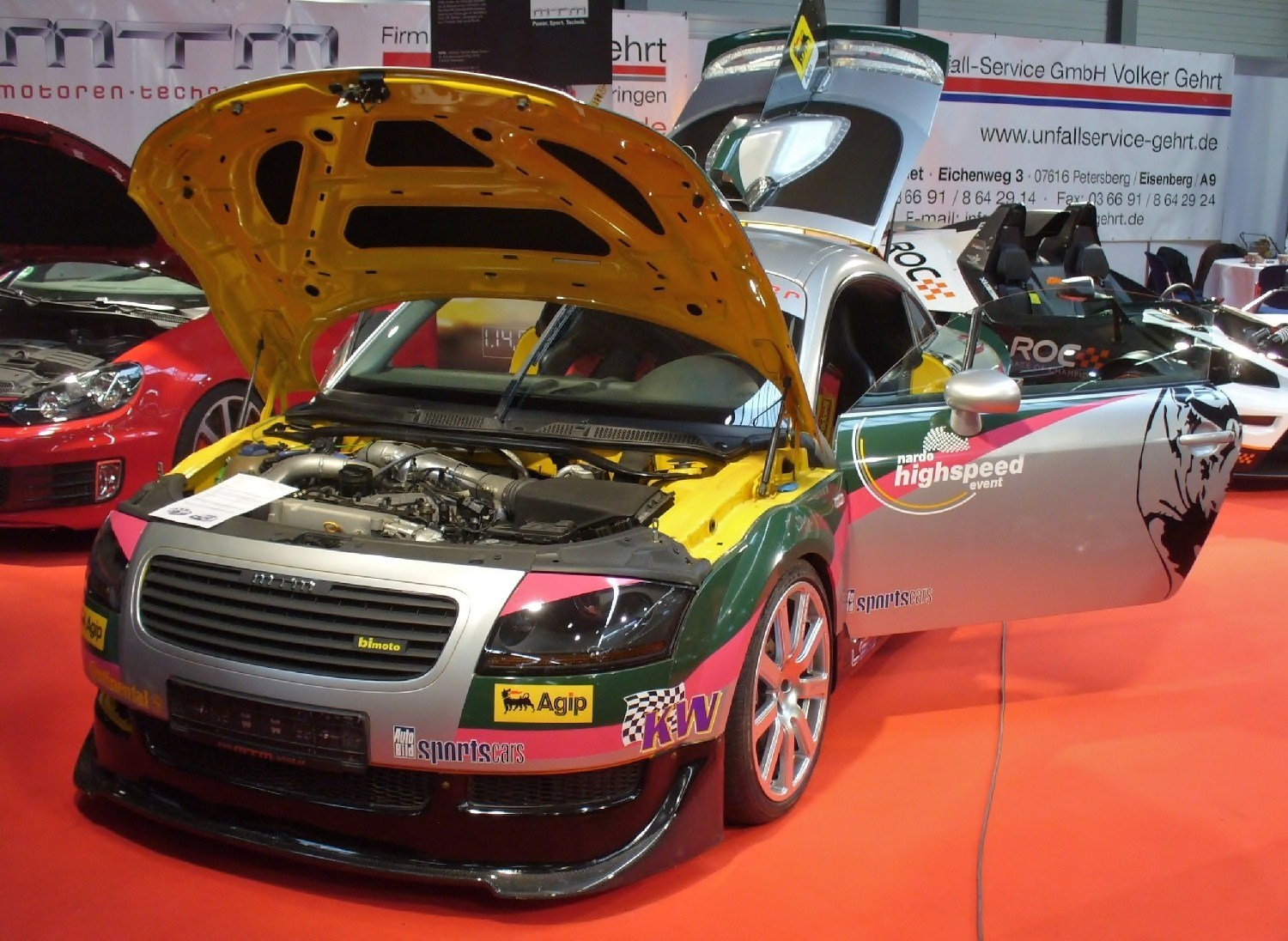
MTM Bimoto

Bekannt wurde MTM durch seine Hochgeschwindigkeitstestfahrten. Für seine Projekte setzt das Unternehmen den „Bimoto“ ein, der auf dem Audi TT basiert und mit zwei 1,8-Liter-Vierzylinder-Turbomotoren von Volkswagen ausgerüstet ist. Sie leisten jeweils 375 kW (510 PS), wodurch eine Maximalleistung von 750 kW erreicht wird. Die Kraft wird über zwei Sechsganggetriebe auf beide Achsen übertragen. 2003 wurde der Bimoto bei einer Testfahrt von Testern der auto motor und sport in Nardò mit einer Höchstgeschwindigkeit von 374 km/h gemessen und erzielte die bisher höchste von der Fachzeitschrift gemessene Geschwindigkeit. Bei einer von der Auto Bild im Jahr 2007 initiierten Testfahrt erreichte der Bimoto in Nardò die Höchstgeschwindigkeit von 390,6 km/h. Im gleichen Jahr wurden bei Testfahrten in Papenburg 393,62 km/h erreicht. Ziel ist es, 400 km/h zu fahren. Der Bimoto wird in einer Kleinserie von zehn Fahrzeugen zu einem Preis von jeweils 600.000 Euro verkauft.
Im September 2009 wurde bei Testfahrten der auto motor und sport ein von MTM modifizierter Audi RS6 Avant mit einer Geschwindigkeit von 344,2 km/h gemessen. Damit hält das Fahrzeug offiziell den Weltrekord für den schnellsten Kombi.

## V-max Rekorde
| Jahr | Ort                    | Ausrichter                                                | Modell                                | Leistung | V-max        |
| ---- | ---------------------- | --------------------------------------------------------- | ------------------------------------- | -------- | ------------ |
| 2005 | Pista di Nardò         | auto motor und sport Highspeedevent – Schnellstes Cabrio  | MTM S4 Cabrio                         | 450 PS   | 311 km/h     |
| 2009 | Nardò                  | auto motor sport Leseraktion – Schnellster Kombi der Welt | MTM RS6 R                             | 742 PS   | 344.2 km/h   |
| 2010 | Ovalrundkurs Papenburg | Auto Bild SPORTSCARS                                      | MTM TT Bimoto                         | 1020 PS  | 393,7 km/h   |
| 2010 | Nardò                  | auto motor sport                                          | MTM R8 V10 Biturbo                    | 777 PS   | 347.5 km/h   |
| 2010 | Nardò                  | auto motor sport                                          | MTM RS6 Clubsport                     | 742 PS   | 362.5 km/h   |
| 2011 | Nardò                  | auto motor sport                                          | MTM A1 Nardo Edition                  | 500 PS   | 324.02 km/h  |
| 2011 | Bottnischer Meerbusen  | Nokian Tyres – Weltrekord auf Eis                         | MTM RS6                               | 800 PS   | 335.713 km/h |
| 2013 | Nardò                  | AUTO BILD SPORTSCARS                                      | MTM A8 4.2 TDI                        | 410 PS   | 300 km/h     |
| 2017 | Papenburg              | AUTO BILD SPORTSCARS & Continental                        | MTM Continental GT Birkin Speed Eight | 772 PS   | 318.4 km/h   |
| 2017 | Papenburg              | AUTO BILD SPORTSCARS & Continental                        | MTM R8 Supercharged                   | 802 PS   | 337.9 km/h   |

## Motorsport
MTM war auch im Automobilsport aktiv und rüstete verschiedene Teams mit Motoren aus. Ein Audi A4 quattro mit MTM-Motor gewann 1999 das 24-Stunden-Rennen von Zolder. Bekanntheit erreichte der MTM Audi 200 quattro Turbo, den das „Fanprojekt Nürburgring“ beim 24-Stunden-Rennen auf dem Nürburgring einsetzte.